# After the Gold Rush
Az After the Gold Rush Neil Young harmadik albuma, 1970-ben jelent meg. Az album a 8. helyig jutott a Billboard Pop Albums listán; a két kislemez, az Only Love Can Break Your Heart és a When You Dance I Can Really Love, a 33., valamint a 93. helyet szerezték meg a Billboard Hot 100-on.
Az album szerepel az 1001 lemez, amit hallanod kell, mielőtt meghalsz című könyvben.

## Az album dalai
| 1. | Tell Me Why                    | Neil Young | 2:54 |
| 2. | After the Gold Rush            | Neil Young | 3:45 |
| 3. | Only Love Can Break Your Heart | Neil Young | 3:05 |
| 4. | Southern Man                   | Neil Young | 5:41 |
| 5. | Till the Morning Comes         | Neil Young | 1:17 |

| 1. | Oh, Lonesome Me                  | Don Gibson | 3:47 |
| 2. | Don’t Let It Bring You Down      | Neil Young | 2:56 |
| 3. | Birds                            | Neil Young | 2:34 |
| 4. | When You Dance I Can Really Love | Neil Young | 3:44 |
| 5. | I Believe in You                 | Neil Young | 3:24 |
| 6. | Cripple Creek Ferry              | Neil Young | 1:34 |

## Közreműködők
- Neil Young – gitár, zongora, harmonika, vibes, vokál
- Nils Lofgren – zongora, vokál
- Greg Reeves – basszusgitár
- Ralph Molina – dob, vokál
- Danny Whitten – gitár, vokál
- Jack Nitzsche – zongora
- Billy Talbot – basszusgitár
- Bill Peterson – szárnykürt
- Stephen Stills – vokál